# Wierzchocin
Wierzchocin [vjɛʂˈxɔt͡ɕEn] es un pueblo ubicado en el distrito administrativo de Gmina Wronki, dentro del Distrito de Szamotuły, Voivodato de Gran Polonia, en el oeste de Polonia central. Se encuentra aproximadamente a 5 kilómetros al sur de Wronki, a 17 kilómetros al noroeste de Szamotuły, y a 48 kilómetros al noroeste de la capital regional Poznan.
El pueblo tiene una población de 250 habitantes.